# Masdevallia caesia
Masdevallia caesia Roezl, 1883 è una pianta della famiglia dell Orchidacee, endemica delle montagne della Colombia.

## Descrizione
È un'orchidea di piccole dimensioni con crescita epifita sugli alberi della foresta pluviale montana. M. caesia presenta steli robusti, ramificati, pendenti, avvolti strettamente alla base da 2 o 3 guaine fogliari, portanti un'unica foglia apicale, eretta, coriacea, di forma strettamente obovale, lungamente picciolata, ad apice ottuso, di colore verde glaucescente con sfumature viola.
La fioritura avviene per un periodo lungo, dall'inverno all'estate, mediante una infiorescenza basale, pendula, lunga da 2,5 a 5 centimetri, di colore viola, ricoperta da una brattea basale e una floreale, portante un unico fiore. Questo è veramente grande, non meno di 12 centimetri, e talvolta fino a 21, odora sgradevolmente e presenta sepali di colore che sfuma dal rosso al giallo, di forma lanceolata ad apice acutissimo, molto più vistosi dei petali, anch'essi di colore giallo, e del labello che è invece rosso.

## Distribuzione e habitat
La specie è un endemismo della Colombia occidentale.
Cresce epifita su alberi di foreste pluviali di montagna a quote comprese tra i 1600 e i 2200 metri sul livello del mare.

## Sinonimi
Byrsella caesia (Roezl) Luer, 2006

Masdevallia deorsum Rolfe, 1900

Masdevallia metallica F.Lehm. & Kraenzl., 1925

## Coltivazione
Questa pianta è ottimamente coltivata in serra fredda per tutto l'anno, con elevatissima umidità e poca luce. Può essere coltivata sia in vasi che in cesti appesi, su substrato di sfagno, radici di polipodio e fibre di osmunda, con buon drenaggio.